# Tamiment Library and Robert F. Wagner Labor Archives
La Tamiment Library est une bibliothèque de recherches de l'Université de New York qui est spécialisée dans l'histoire politique de la gauche et de l'extrême gauche  (notamment sur le communisme, le socialisme, l'anarchisme, la nouvelle gauche, le mouvement des droits civiques et les mouvements utopistes).
Les Robert F. Wagner Labor Archives, qui sont également situées à la Bobst Library de l'Université de New York, regroupent les documents liés à l'histoire du mouvement ouvrier américain. 
Ensemble, les deux unités forment un centre important de recherche sur le mouvement ouvrier et sur la gauche.

## Le fonds documentaire
La Tamiment Library a une collection d'environ 50 000 ouvrages, traitant principalement de politique, de théorie politique, du travail et des mouvements artistiques radicaux. On y trouve également près de 15 000 périodiques, avec notamment les conventions de syndicats ouvriers, des journaux contestataires, des bulletins internes d'organisations radicales. Par ailleurs, la bibliothèque possède une collection d'environ un million de pamphlets, de tracts, de manifestes, de rapports... 

## Histoire
À l'origine, la Tamiment Library a été fondée, en 1906, au sein de la Rand School for Social Science, une école de sciences sociales pour les travailleurs qui était financée par la American Socialist Society (l'association des socialistes américains). La Rand School déclina après le vote de la loi surnommée "G.I. Bill", après la Deuxième Guerre mondiale. Cette loi prévoyait notamment le financement des études des vétérans de retour de la guerre.  En 1956, le Camp Tamiment, un camp d'été socialiste, racheta la bibliothèque, puis en 1963, l'Université de New York en fit l'acquisition.  En 1977, les Robert F. Wagner Archives étaient créées pour préserver les écrits des mouvements ouvriers locaux. Elles devinrent ainsi les dépositaires de tous les documents du New York City Central Labor Council (le Conseil des travailleurs new-yorkais), les syndicats associés ainsi que toutes les organisations affiliées.
En mars 2007, le parti communiste américain a fait don de ses archives à la bibliothèque. Cette importante donation se composait de 20 000 livres et pamphlets (certains desquels dataient de la fondation du parti), ainsi qu'un million de photographies provenant des archives du "Daily Worker". La bibliothèque possède également une copie des microfilms des archives soviétiques de l'histoire politique et sociale, détenues par la Bibliothèque du Congrès.